# Howard Webb
Howard Melton Webb, MBE, född 14 juli 1971, är en engelsk före detta fotbollsdomare.
Han dömde sin första landskamp i november 2005, en match mellan Nordirland och Portugal. Han dömde även matcher i Champions League. Webbs yrke var polis, och han bor i Sheffield.
Han dömde finalen i UEFA Champions League 2010 mellan Inter och Bayern München, en match de förstnämnda  vann med 2–0. Han dömde också finalen i VM 2010 mellan Spanien och Nederländerna.

## EM 2008
Webb var en av 12 domare som blev uttagen att döma i Europamästerskapet i fotboll 2008 där han fick uppdraget att döma matcherna mellan:
- Österrike – Polen
- Grekland – Spanien